# جان پیل
جان پیل (انگلیسی: John Peel؛ ۳۰ اوت ۱۹۳۹ – ۲۵ اکتبر ۲۰۰۴) یک خبرنگار اهل بریتانیا بود.